# Dinastia sàlica
La Dinastia sàlica va ser una nissaga de quatre reis germànics que regnaren durant l'alta edat mitjana (1024-1125), també comeguda com a Dinastia Francònia pels orígens de la família i el seu paper com a ducs de Francònia. Tots quatre reis foren coronats també emperadors del Sacre Imperi Romanogermànic.
Van obtenir el poder a la mort de l'últim rei de la Dinastia Saxona-Otoniana el 1024, i la posterior elecció com a rei d'Alemanya del primer monarca de la família: Conrad II. Tres anys després seria coronat emperador a Roma.
Els quatre reis sàlics de la dinastia (Conrad II, Enric III, Enric IV i Enric V) van governar l'imperi del 1027 al 1125, i van establir la seva monarquia com una de les potències més poderoses d'Europa. Van aconseguir desenvolupar un sistema administratiu permanent basat en una classe de funcionaris que responien directament a la corona.

## Història

### Orígens
La dinastia va ser fundada per Werned de Worms i el seu fill el Duc Conrad el Vermell de Lorena, que morí el 955. Conrad el Vermell s'havia casat amb Luitgard, una filla de l'emperador Otó I, i del matrimoni nasqué el Duc Otó I de Caríntia.
El primogènit del duc Otó fou el Papa Gregori V. El seu tercer fill va ser el comte Enric de Speyer, que fou el pare del primer emperador sàlic Conrad II.

### Govern del Sacre Imperi
Un dels motius de l'èxit dels primers sàlics va ser la seva aliança amb l'església; política iniciada per Otó I, que els proporcionà el suport que necessitaven per sotmetre els ducs rebels. Les bones relacions es trencaren el 1075 en el que es conegué com la disputa de les investidures, un conflicte que esclatà quan el papa reformista Gregori VII va demanar a Enric IV que renunciés als seus drets sobre l'església alemanya. El papa també va qüestionar el concepte del dret diví dels monarques i obtingué el suport de diversos sectors de la noblesa germànica interessada a limitar l'absolutisme imperial.
El papa també va prohibir als religiosos de donar suport obert a Enric sota pena d'excomunió. Enric se sotmeté al papa i va viatjar fins al nord d'Itàlia per fer penitència i rebre'n l'absolució. Però en tornar a Alemanya va continuar investint religiosos i perparà l'elecció d'un antipapa.
La disputa entre la monarquia i el papat va resultar en una guerra que assolà el Sacre Imperi des del 1077 fins a la signatura del concordat de Worms el 1122. Segons aquest acord el papa obtenia l'exclusivitat del nomenament de càrrecs religiosos però el rei d'Alemanya disposaria de dret de vet.
El control imperial d'Itàlia es perdé temporalment, i la corona es tornà dependent del suport polític de les diferents faccions de l'aristocràcia. El feudalisme s'estengué i molt governants locals acumularen poder, territoris i grans exèrcits passant a administrar les seves pròpies terres. Els més poderosos d'aquests governants passaren a anomenar-se prínceps en lloc de ducs.
La disputa amb el poder local i amb l'Església acabaria passant factura a la monarquia, que perdria preeminència (especialment en comparació a altres monarquies europees com França o Anglaterra). La vida cultural també se'n veié ressentida; per exemple no es va fundar cap universitat al Sacre Imperi durant el segle xiv.
La dinastia sàlica finalitzà amb l'emperador Enric V, que morí sense descendència legítima. El futur rei Hohenstaufen Conrad III era net d'Enric IV a través de la seva filla Agnès, de manera que la seva dinastia descendia dels reis sàlics.

## Emperadors sàlics
- Conrad II: 1024-1039, emperador des de 1027
- Enric III: 1039-1056, emperador des de 1046
- Enric IV: 1056-1106, emperador des de 1084
- Enric V: 1106-1125, emperador des de 1111

## Genealogia

### Branca vella o primera de Francònia
- Gebhard de Lahngen 832-879
  - Conrad el Vell (+906) comte de Oberlahngau, casat amb Glismut, filla de l'emperador Arnulf de Caríntia.
    - Conrad I el Jove, duc de Francònia (906-918), rei de Germània (911 a 918), casat amb Cunegunda vídua de Liutpold de Baviera
    - Eberard (+939), duc de Francònia

  - Eberard (+939), comte de Niederlerlahngau
    - Conrad (948)

  - Gebhard (+910) comte de Wetterau, duc de Lotaríngia el 904
    - Odó (+949) comte de Wetterau, casat amb una filla d'Heribert I de Vermandois
      - Gebhard (+938)
      - Conrad I de Suàbia 920-997 comte al Rheingau 949 i duc de Suàbia el 982, casat amb Jutta
        - Herman II de Suàbia (+1003), duc de Suàbia (997) casat el 988 amb Gerberga (+1000) filla del rei Conrad III de Borgonya
          - Matilde 989-1033, casada amb el duc Conrad I de Caríntia (+1011) i amb Frederic II duc d'Alta Lorena (+1027)
          - Beatriu (+1025) casada amb Adalberó d'Eppenstein duc de Caríntia 1011-1035 (+1039)
          - Bertold 992-993
          - Gisela 993-1043 casada el 1014 amb el duc Ernest I de Suàbia (+1015), casada 1015 amb Brunó comte de Bruswick (+1016), casada 1016 amb Conrad II el Sàlic (+1039)
          - Herman III de Suàbia (+1012) duc de Suàbia

        - Odó 920-982 comte al Wetterau (949)
        - Judit (+973), casada amb Enric comte de Stade (+976)
        - Heribert 925-992, comte de Kinziggau 949, comte de Gleiberg 976, casat amb Irmtrud filla de comte Megingoz (Meingaud) de Wormsgau
          - Gebhard (+1016)
          - Odó de Hammerstein 975-1036 casat amb Irmgarda (+1042) filla de comte Godofreu I de Verdun
          - Irmtrud, casada amb Frederic, comte de Luxemburg (+1019)
          - Gerberga, casada amb Enric, marcgravi de Schweinfurt (+1017)

    - Herman (+949), duc de Suàbia (927), casat amb Riglinda, vídua de Brukhard de Suàbia
      - Ida (+986), casada amb Ludolf duc de Suabia (+957)

  - Rudolf (+908), bisbe de Wurzburg 892

### Branca jove de Francònia
- Werner (+917) comte de Speyergau, burgravi de Worms
  - Conrad el Roig, duc de Francònia i duc de Lotaríngia (944-953), casat el 947 amb Luitgarda (+953) filla del rei Otó I
    - Otó (+1004) comte de Wormsgau, duc de Caríntia (978), casada amb Judit
      - Enric (990-1000) comte de Spira
        - Conrad II el Sàlic (o Conrad III) (vers 990-1039) rei d'Itàlia 1026-1039, rei de Germània 1027-1039, emperador 1027-1039, rei de Borgonya 1033, casat el 1016 amb Gisela (de la branca vella) filla d'Herman II de Suàbia.
          - Enric III el Negre 1017-1056, rei de Borgonya 1038, rei de Germània 1039-1056, emperador 1046-1056, casat el 1036 amb Cunegunda (+1038) filla del rei Knut de Dinamarca, i el 1043 amb Ines (+1077) filla de Guillem III comte de Poitou
            - Beatriu, abadessa de Quedlimburg el 1045
            - Matilde casada el 1059 amb Rodolf de Suàbia (+1080)
            - Judit (Sofia) casada 1063 amb Salomó rei d'Hongria (+1087), el 1088 amb Ladislau duc de Polònia (+1102)
            - Adelaida, abadessa de Quedlimburg 1062
            - Enric IV rei de Germània 1056-1106, emperador 1084, deposat el 1105, casat el 1066 amb Berta (+1087) filla de comte Otó de Savoia i el 1089 amb Eupràxia o Praxèdia (+1109) filla del gran duc Vsevold I de Kiev
              - Adelaida I (+ 1079)
              - Enric I (+1071)
              - Conrad II, duc de la Baixa Lorena 1076-1089, rei de Germània (1090-1099) rei d'Itàlia 1093, casat el 1093 amb Matilde filla de comte Roger de Sicília
              - Ines I (+1143) casada el 1089 amb Frederic I de Staufen duc de Suàbia (+1105) i el 1106 amb Leopold II marcgravi d'Àustria (+1136) > Hohenstaufen
              - Enric V, 1081-1125 rei de Germània 1106, emperador 1111, casat el 1114 amb Matilde filla del rei Enric I d'Anglaterra

            - Conrad I duc de Baviera (+1054)

      - Bruno 973-999, papa Gregori V (999)
      - Conrad I (+1011), duc de Caríntia vers 1004, casat amb Matilde, filla d'Herman II de Suàbia
        - Conrad II (+1039) duc de Caríntia 1036
        - Brunó (+1045) arquebisbe de Würzburg (1034)

      - Guillem (+1047) arquebisbe d'Estrasburg